# Uzzi Ewen

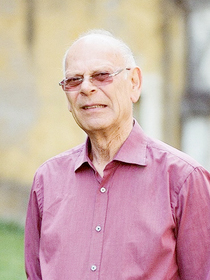

Uzzi Ewen (hebr.: עוזי אבן, ang.: Uzi Even, ur. 18 października 1940 w Hajfie) – izraelski naukowiec i polityk, profesor nauk chemicznych, działacz praw człowieka, w latach 2002–2003 poseł do Knesetu.

## Życiorys
Urodził się 18 października 1940 w Hajfie w ówczesnym brytyjskim Mandacie Palestyny.
Służbę wojskową ukończył w stopniu podpułkownika w Negev Nuclear Research Center w pobliżu Dimony. Studiował chemię w Instytucie Technologii Technion, gdzie zdobył bakalaureat oraz tytuł Master of Arts. Doktorat (PhD) w tej dziedzinie obronił na Uniwersytecie Telawiwskim. Pracował jako profesor na tym Uniwersytecie, łącząc pracę wykładowcy z badaniami naukowymi. Opublikował 167 artykułów w zagranicznych czasopismach.
Jest ujawnionym gejem i działaczem na rzecz praw mniejszości seksualnych. W 1993 oświadczył przed komisją parlamentarną, że został zwolniony z armii po tym, gdy ujawnione zostały jego preferencje. W wyniku między innymi jego zeznań doszło do zmiany obowiązującego w Izraelu prawa i umożliwienia pełnienia służby wojskowej przez homoseksualistów. W 1995 Ewen i jego partner Amit Kama adoptowali 15 letniego Josiego, o którego oficjalną adopcję walczyli przez kolejnych kilkanaście lat.
Uzzi Ewan kandydował w wyborach parlamentarnych w 1999 z listy Merecu, jednak nie dostał się do Knesetu, mimo że partia zdobyła 10 mandatów stając się czwartą siłą w parlamencie po bloku Jeden Izrael, Likudzie oraz partii Szas. Ostatecznie Ewen objął mandat posła do Knesetu 31 października 2002, po wycofaniu się z polityki przez profesora Amnona Rubinsteina. Został tym samym pierwszym jawnym gejem w izraelskim parlamencie. Jego zaprzysiężenie przebiegło bez zakłóceń, mimo że obawiano się protestów i prowokacji ze strony posłów ortodoksyjnych. W piętnastym Knesecie zasiadał w Komisji Spraw Wewnętrznych i Środowiska.
W kolejnych wyborach startował dopiero z piętnastego miejsca na liście Merecu i nie udało mu się zdobyć mandatu poselskiego. W 2006 opuścił Merec i został członkiem Partii Pracy.
W 2009, wyrokiem sądu w Tel Awiwie, Josi Ewen-Kama stał się pierwszym dzieckiem w Izraelu oficjalnie adoptowanym przez parę homoseksualną.